# Libro de Omni
El Libro de Omni (en inglés: Book of Omni), a veces denominado simplemente Omni, es el sexto de la colección de textos llamada el Libro de Mormón. Se presenta como la obra combinada de varios autores, el primero de los cuales, Omni hijo de Jarom y descendiente de Lehi, proporciona el nombre del libro. De acuerdo a su narrativa fue redactado en algún lugar de América entre los siglos IV y II a. C.  Originalmente escrito en egipcio reformado, fue traducido al inglés por José Smith, hijo. Según las creencias del movimiento de los Santos de los Últimos Días, este y todos los textos que forman el Libro de Mormón proceden de ciertas planchas de oro, enterradas en una colina del estado de Nueva York durante el siglo V, y que José Smith (h) declaró haber hallado por revelación divina. Dichas escrituras, también según el testimonio de Smith, son inaccesibles en la actualidad pues se encuentran en poder de un ángel. El Libro de Mormón forma parte de los textos canónicos de los Santos de los Últimos Días, quienes, por lo tanto, lo consideran parte de la revelación divina. Los autores que no pertenecen a este movimiento religioso sostienen, sin embargo, que José Smith fue el autor del Libro, basándose en material e ideas de su propio lugar y época; los Estados Unidos en la primera mitad del siglo XIX, durante el llamado: Segundo Gran Avivamiento.
Según la narrativa, el libro abarca más de dos siglos de historia de los nefitas en un solo capítulo. Relata las guerras entre los nefitas y los lamanitas, el reinado de los reyes Mosíah I y Benjamín, quienes condujeron a través del desierto a aquellos que se mantuvieron fieles a Dios, y su llegda al país de Zarahemla, donde encontraron al último descendiente de los jareditas.